# Meester van de vrouwelijke halffiguren

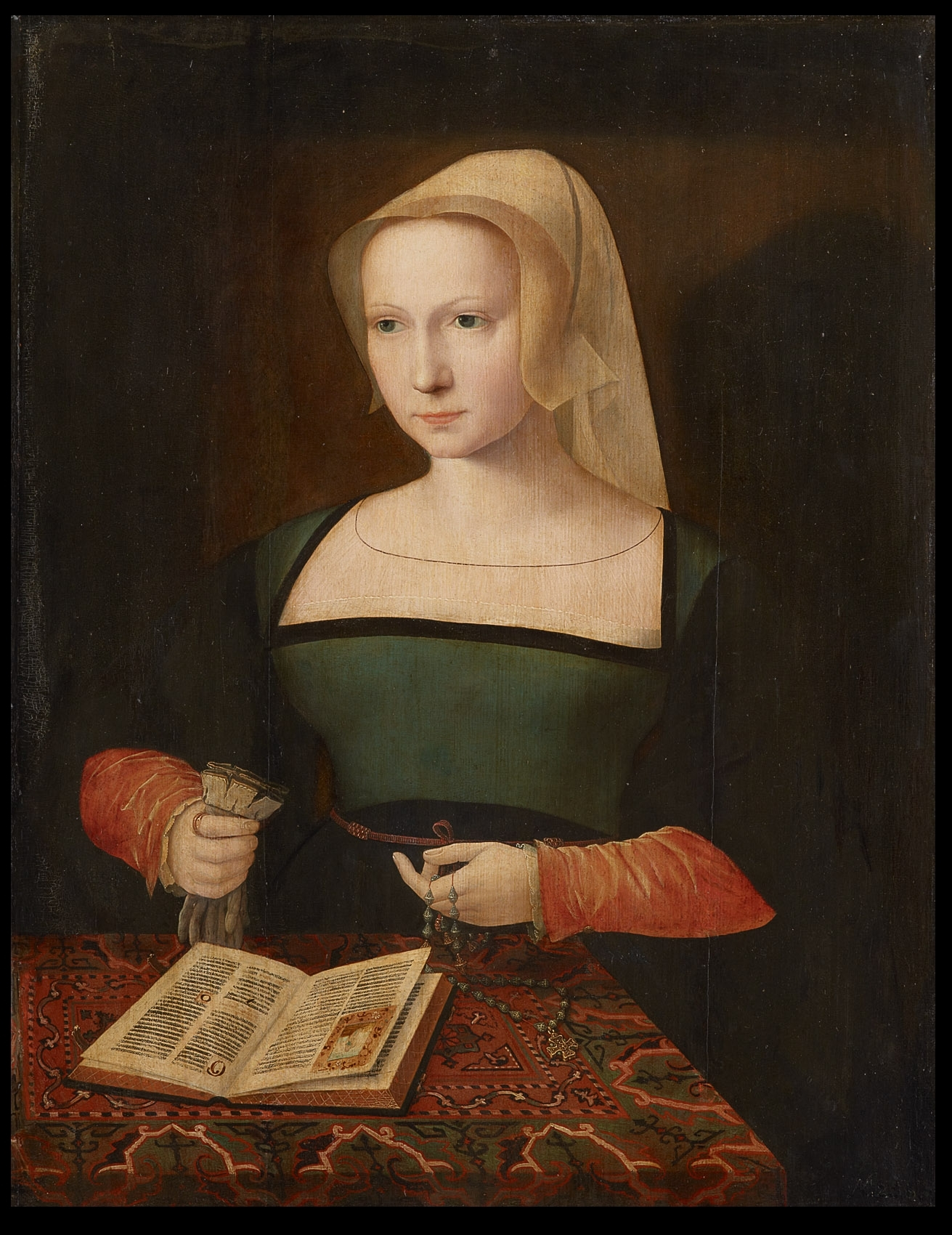
Portret van een jonge vrouw, ca. 1550, olieverf op paneel, Kunsthistorisches Museum, Wenen

Meester van de vrouwelijke halffiguren (actief tussen 1525 en 1550) is de noodnaam voor een in het begin van de 16e eeuw in de Zuidelijke Nederlanden werkzame kunstschilder, of mogelijk een groep van kunstschilders die gezamenlijk werkten in een atelier.
Zij waren gespecialiseerd in de afbeelding van over het algemeen Bijbelse en ook aristocratische jongedames die zich bezighielden met alledaagse activiteiten als lezen, het schrijven van een brief of het bespelen van een muziekinstrument. De werken zijn meestal uitgevoerd in klein formaat, in olieverf op paneel. De term 'halffiguur' slaat op de meestgebruikte uitsnede: een afbeelding van het bovenlijf tot aan de taille.
De kunstenaar(s) werkte(n) voor zowel kerkelijke als wereldlijke opdrachtgevers en het werk toont een overgang van de middeleeuwse kunst naar die van de vroege Renaissance. De vrouwenportretten kunnen worden gekenschetst als een vroege vorm van het genrestuk. De werken vertonen enige overeenkomsten met die van de Vlaamse schilders en tijdgenoten Ambrosius Benson en Adriaen Isenbrandt. Hun werk, met name de landschappen, werd lange tijd aangezien voor het werk van
Joachim Patinir.

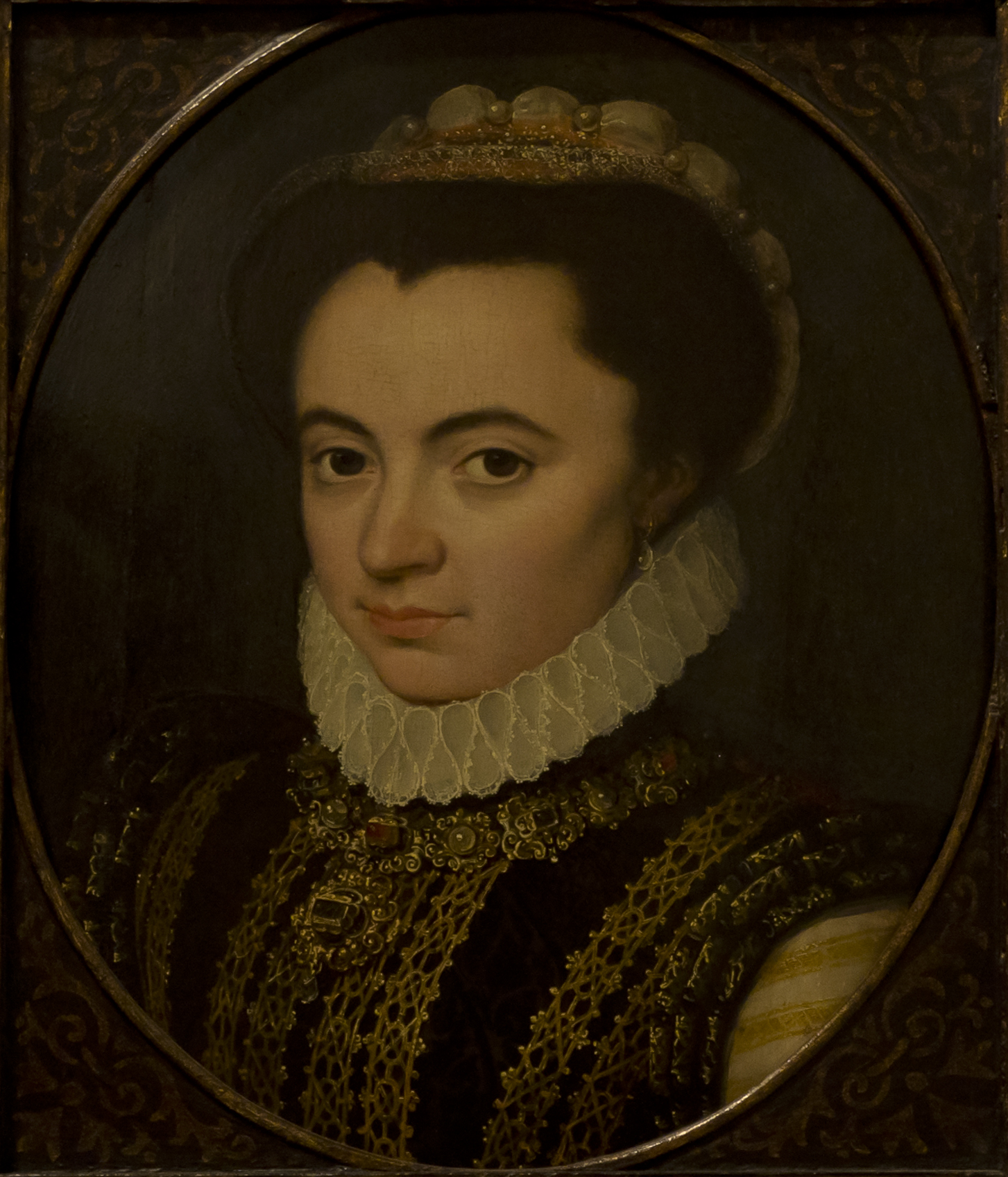
Isabella van Portugal in het Museu Nacional de Arte Antiga
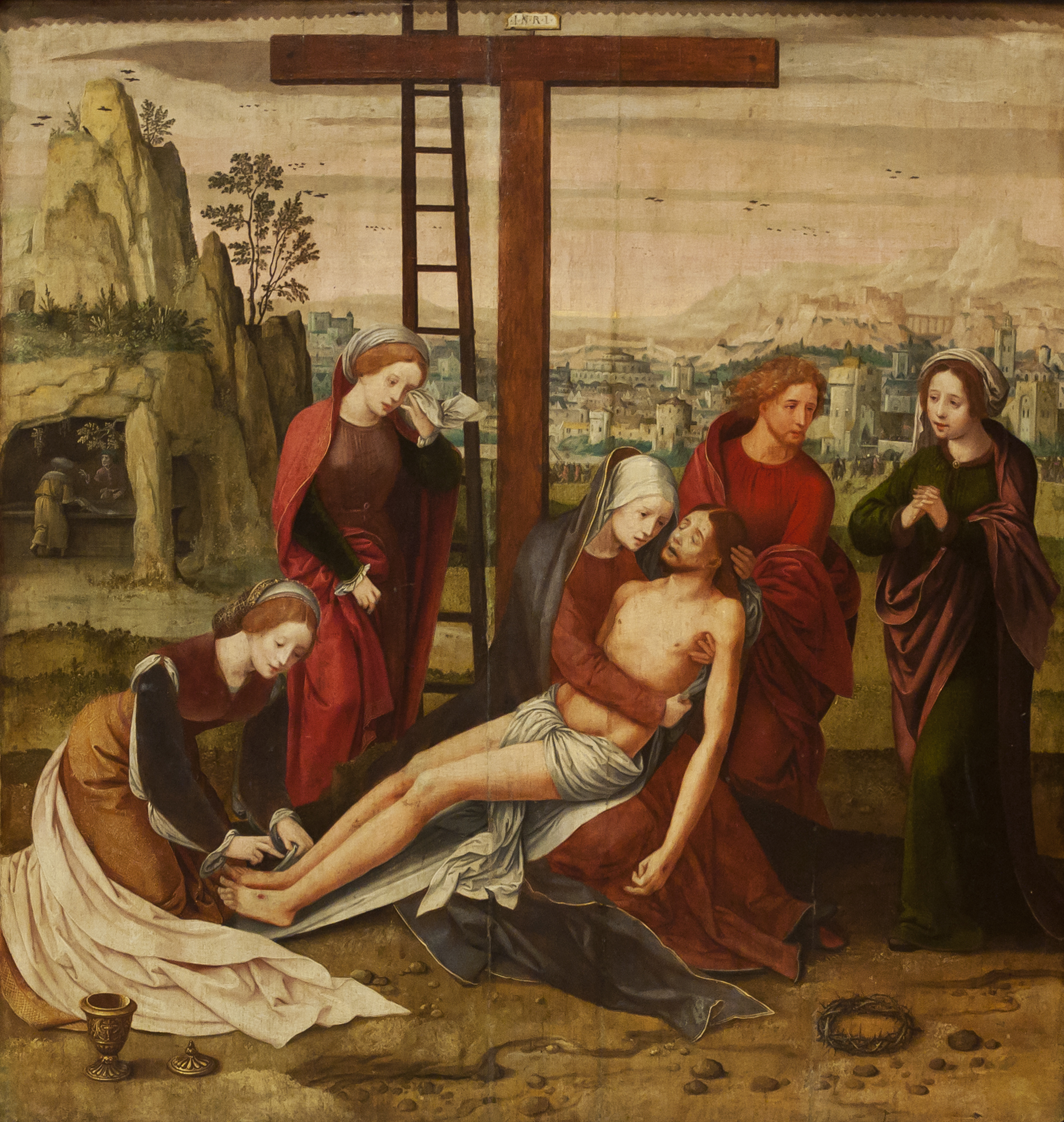
Piëta (1550) in het Museo de Bellas Artes de Sevilla
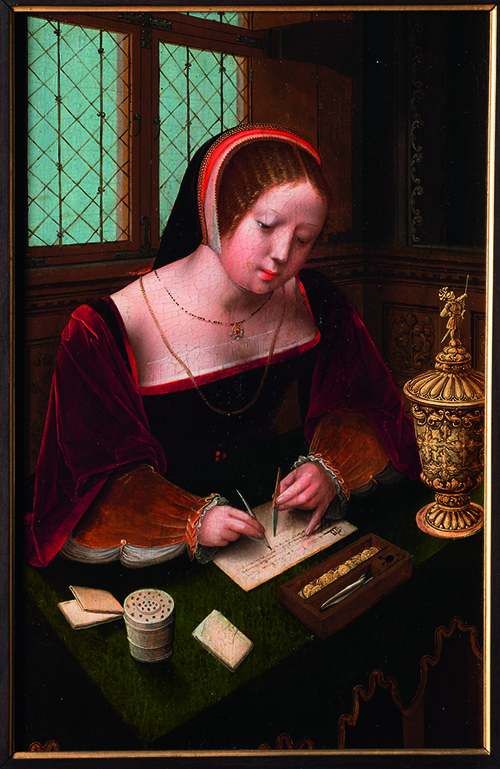
Dame aan haar bureau, 1500-1520, uit de collectie van The Phoebus Foundation